# Long Xuyên, Hà Nguyên

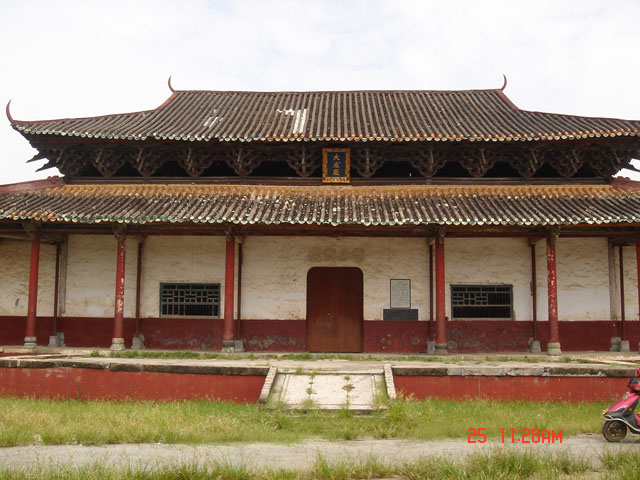
Học cung Long Xuyên

Long Xuyên (chữ Hán giản thể: 龙川县, âm Hán Việt: Long Xuyên huyện) là một huyện thuộc địa cấp thị Hà Nguyên, tỉnh Quảng Đông, Cộng hòa Nhân dân Trung Hoa. Huyện Long Xuyên có diện tích 3089 km², dân số năm 2004 là 870.000 người. Mã số bưu chính của Long Xuyên là. Về mặt hành chính, đến năm 2005, huyện Long Xuyên được chia thành 25 trấn. Tổng cộng có 313 ủy ban thôn.
Các trấn: Lão Long（huyện lỵ）Tứ Đô,Hoàng Thạch, Tế Ao,Xa Điền,Bá Lĩnh, Lê Trớ,Thượng Bình,Phong Nẫm,Xích Quang, Long Mẫu, Hồi Long,Điền Tâm, Thiết Trường,Đăng Vân, Thông Cù, Hạc Thị, Hoàng Bố,Tử Thị, Đà Thành, Nam Trấn, Tân Điền, Phụ Thành, Nghĩa Đô,Ma Bố Cương.